# Miejskie Przedsiębiorstwo Komunikacyjne – Łódź

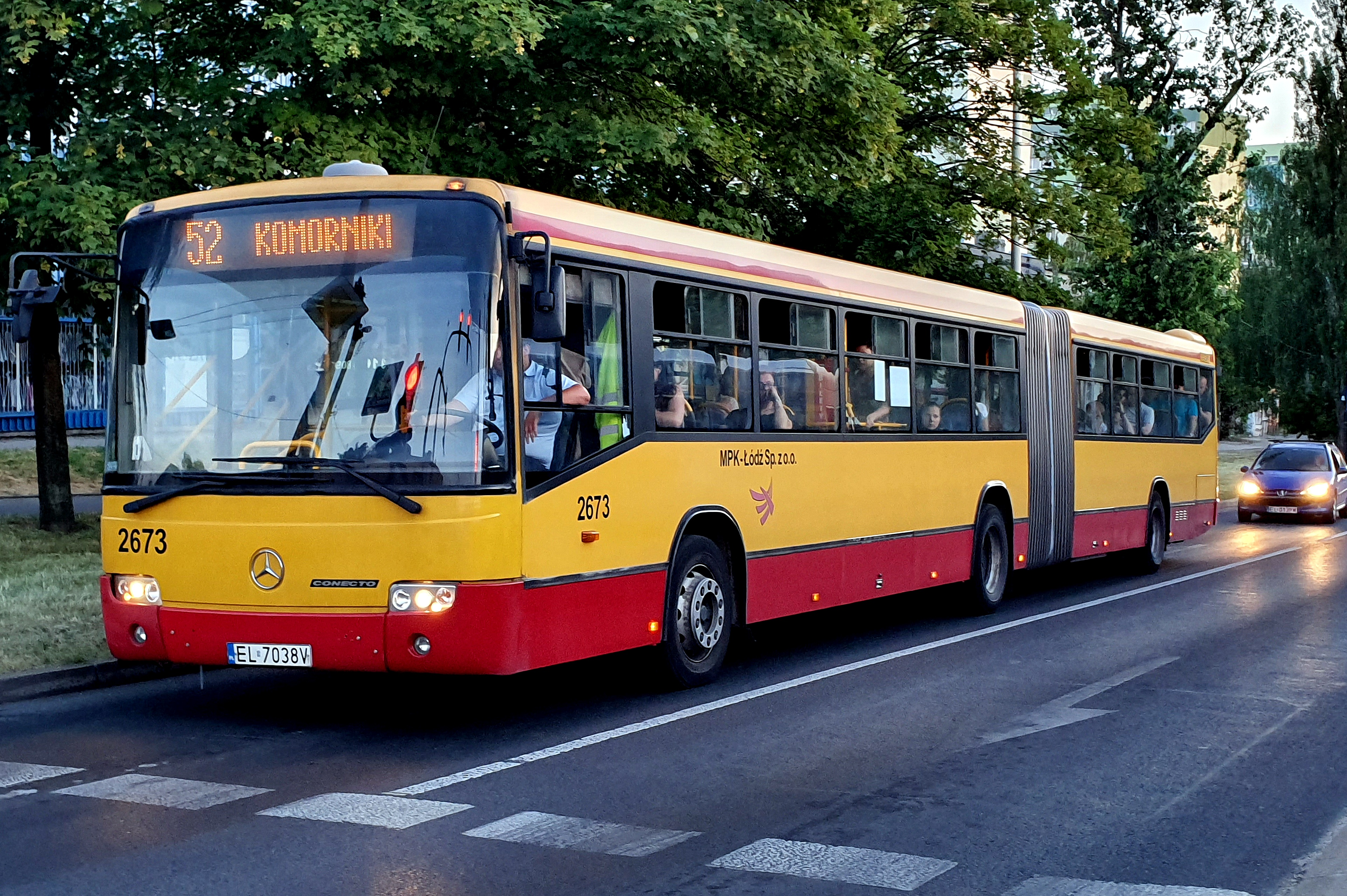
Mercedes-Benz O345G

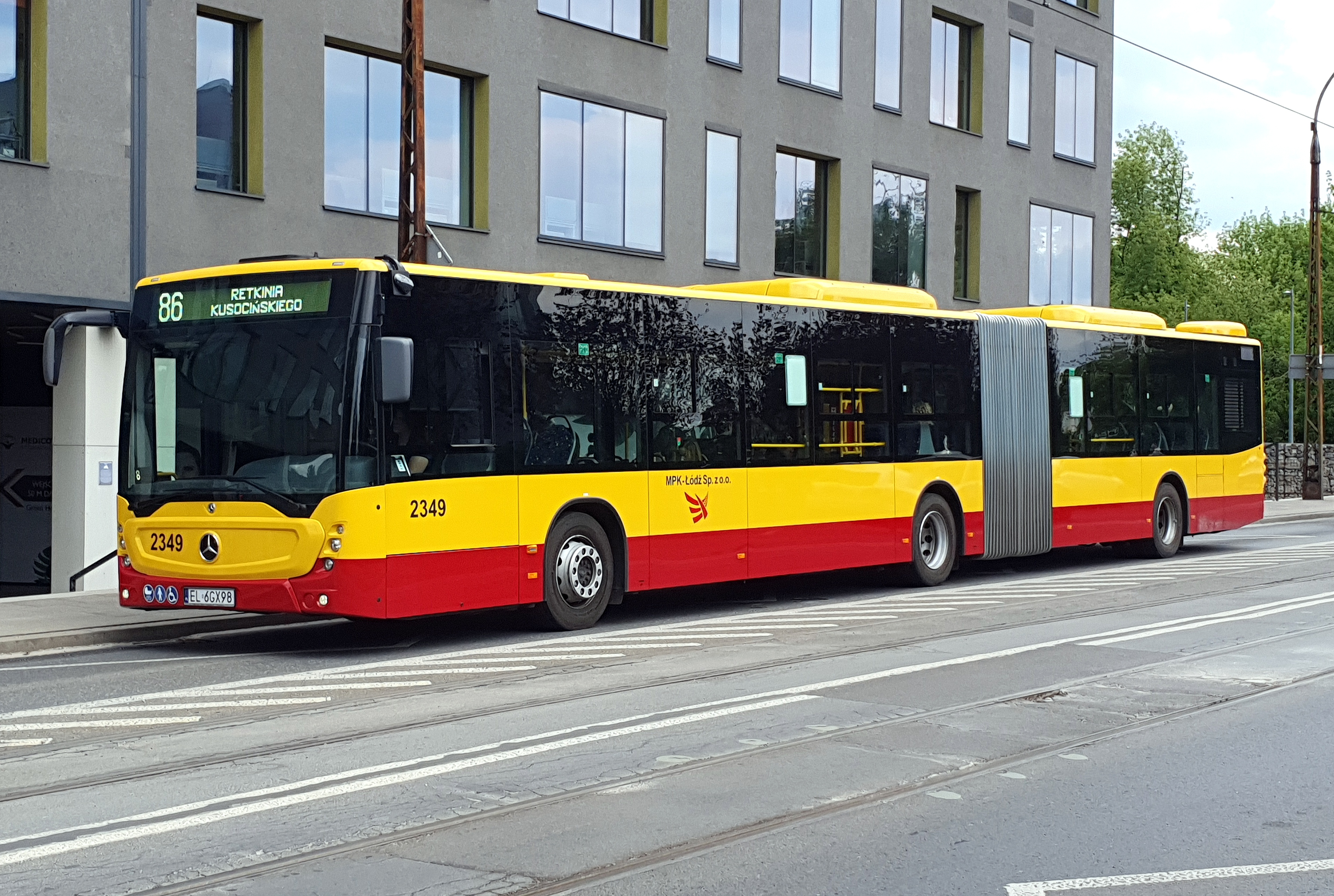
Mercedes-Benz Conecto G

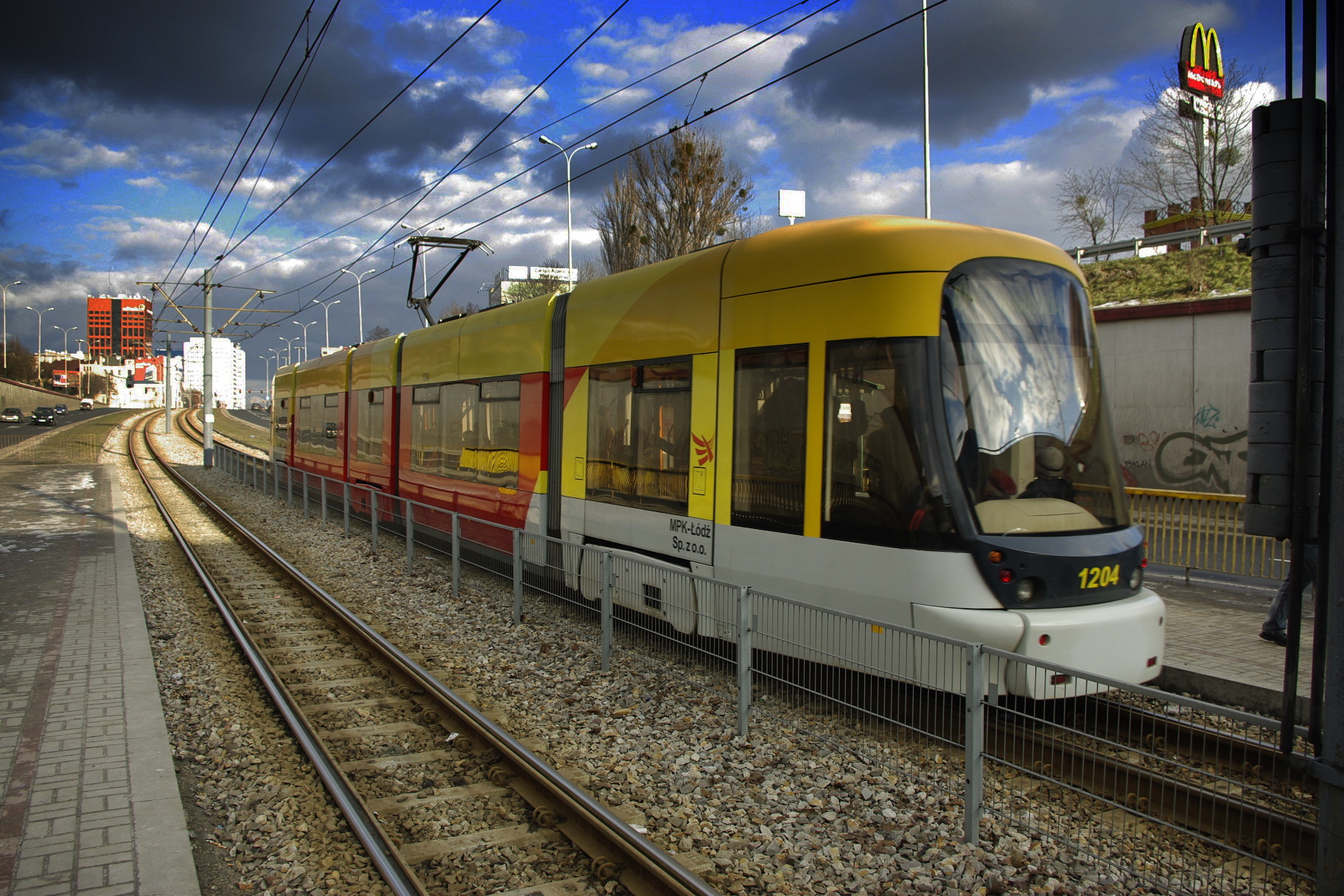
Cityrunner na ulicy Mickiewicza

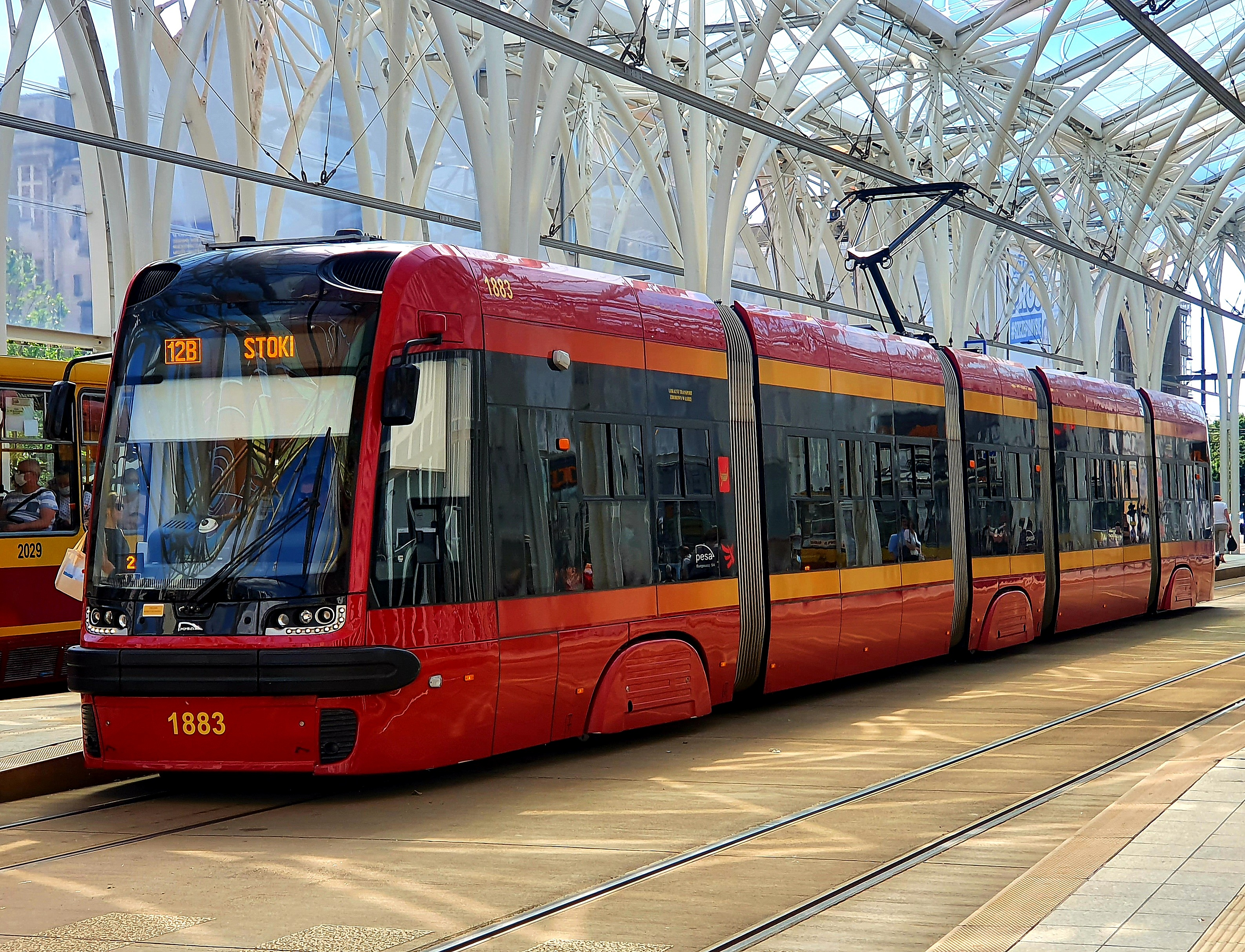
Pesa Swing na Piotrkowskiej Centrum

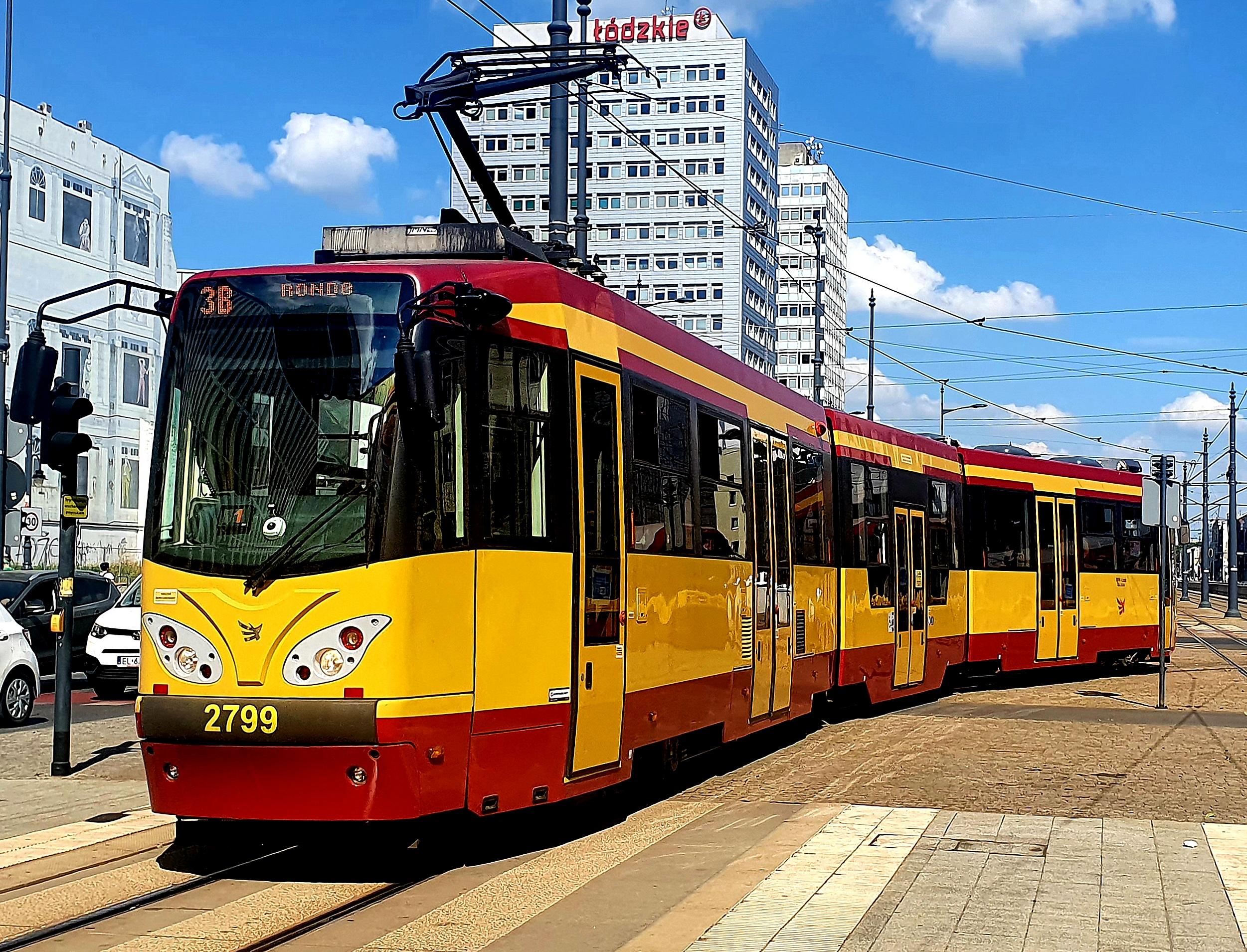
Düwag M8CN na Piotrkowskiej Centrum

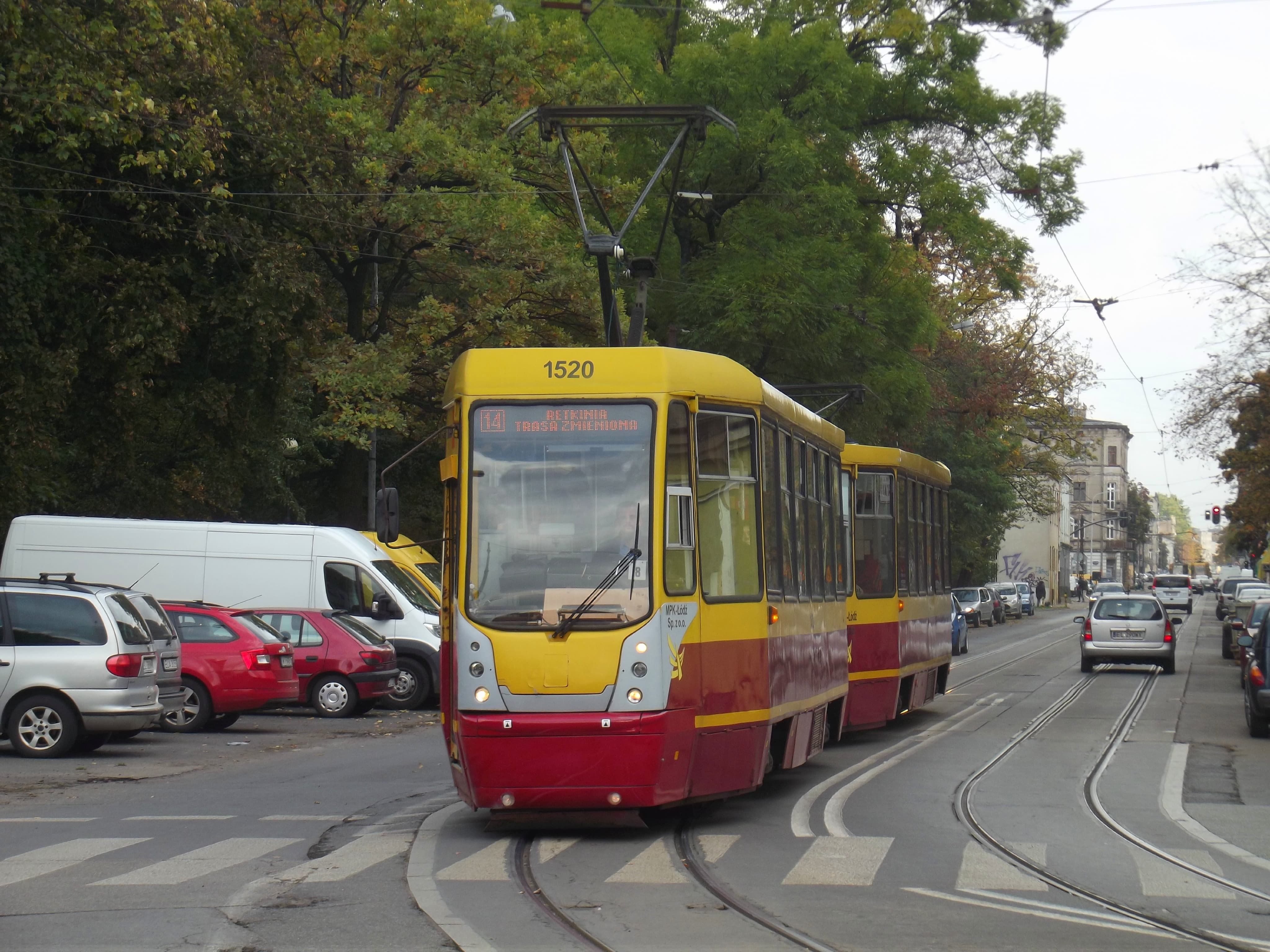
Konstal 805NaND "Bulwa" na ulicy Przybyszewskiego

Miejskie Przedsiębiorstwo Komunikacyjne – Łódź Sp. z o.o. – przedsiębiorstwo komunikacyjne, oficjalnie powstałe dnia 26 października 1992 roku, na podłożu dawnego MPK powstałego w 1951 roku. Spółka w 100% należy do gminy Łódź.
Podstawowym zadaniem firmy jest świadczenie usług przewozowych w granicach aglomeracji łódzkiej oraz obsługi pasażerów korzystających z lokalnego transportu zbiorowego.
Przy przedsiębiorstwie działa Muzeum Komunikacji Miejskiej, które gromadzi wszelkie pamiątki związane z komunikacja miejską w Łodzi, w szerokim zakresie tej tematyki. Przy Muzeum od 1981 działa Klub Miłośników Starych Tramwajów w Łodzi, skupiający ponad stu członków.
W latach 2000–2017 lektorem w pojazdach był Tomasz Boruszczak. Od 16 czerwca 2017 roku lektorem komunikatów w pojazdach MPK-Łódź był komentator sportowy, Tomasz Zimoch, natomiast od 30 grudnia 2020 – Kamil Maćkowiak.

## Kalendarium komunikacji miejskiej w Łodzi

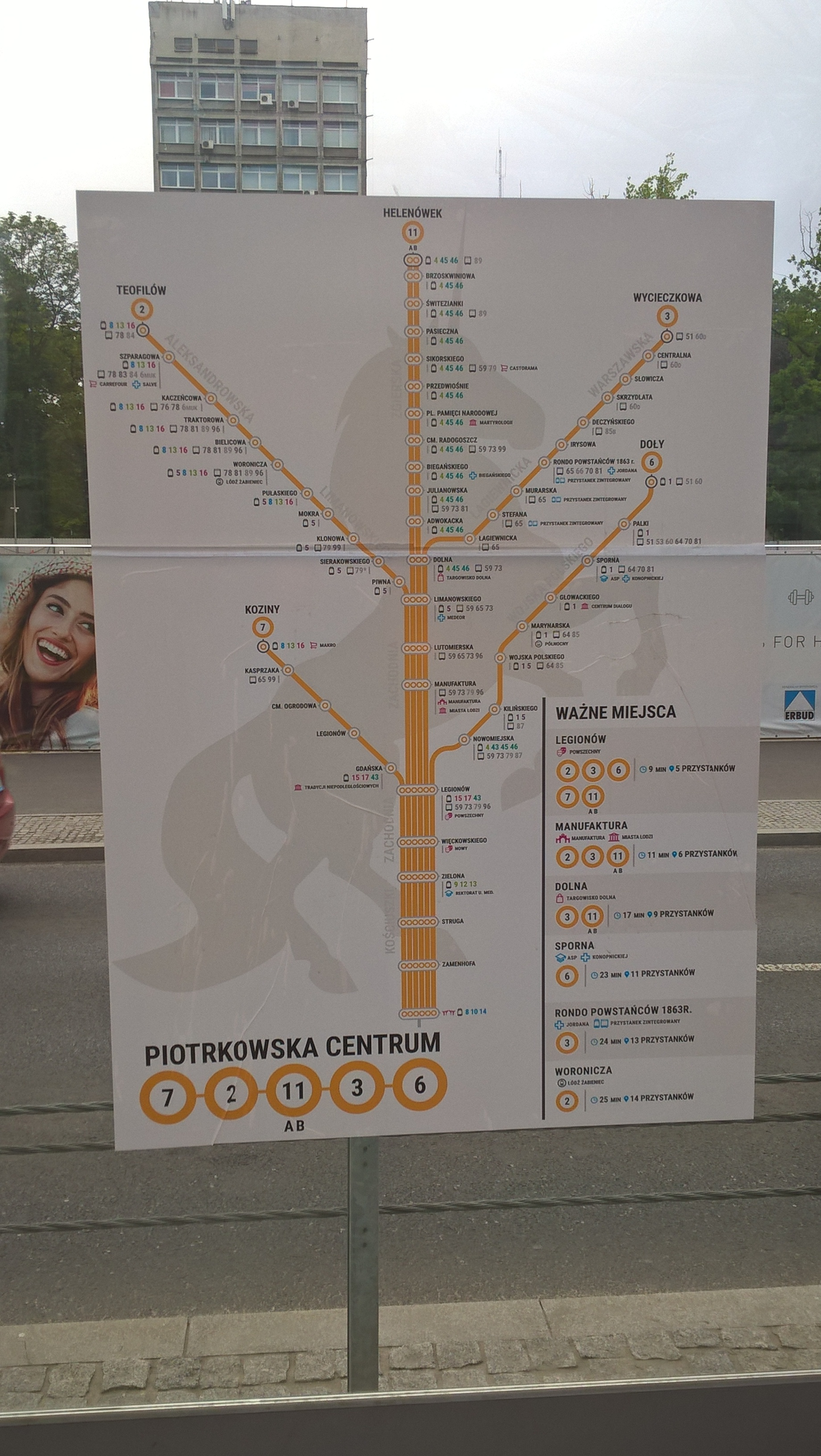
Informacja pasażerska na Stajni Jednorożców

- 11 lutego 1897 – łódzki magistrat podpisał umowę koncesyjną z grupą miejscowych przemysłowców z Juliuszem Kunitzerem na czele, na budowę i eksploatację sieci tramwajowej na obszarze Łodzi, którzy utworzyli w tym celu Konsorcjum Kolei Elektrycznej Łódzkiej. Autorem projektu sieci oraz nadzorcą budowy był niemiecki koncern elektrotechniczny AEG. On też dostarczył pierwszy wagonów ze swojej fabryki w Kolonii, typu Herbrand VNB-125. W Łodzi nigdy nie funkcjonowały tramwaje konne, choć były takie plany bliskie realizacji.
- 23 grudnia 1898 roku – wyjazd pierwszych tramwajów na dwie linie o łącznej długości 5,8 km. Łódź stała się tym samym pierwszym miastem na terenie zaboru rosyjskiego, które uzyskało ten najnowocześniejszy podówczas środek transportu miejskiego i dziesiątym na terenie całego Cesarstwa Rosyjskiego. Tylko nieco wcześniej tramwaje elektryczne pojawiły się na obszarze zaboru pruskiego.
- luty 1900 – Konsorcjum KEŁ przekształciło się w spółkę akcyjną Towarzystwa Akcyjne Łódzkich Dróg Żelaznych Miejskich.
- 1900 – rozszerzenie sieci tramwajowej do 9 linii i 25 km.
- 1901 – Zmiana nazwy Towarzystwa ŁDŻM, na wniosek akcjonariuszy, na Towarzystwo Kolei Elektrycznej Łódzkiej.
- styczeń 1901 – Wyjazd pierwszych tramwajów podmiejskich (innego przedsiębiorstwa) do Pabianic i Zgierza, najpierw konsorcjum, a po latach Towarzystwa Łódzkich Wąskotorowych Elektrycznych Kolei Dojazdowych. Formalnie była to kolejka dojazdowa, działająca na podstawie przepisów kolejowych, choć zewnętrznie jego wagony, poza wielkością, niewiele różniły się wyglądem od tramwajów miejskich.
- 1908 – konsorcjum ŁWEKD przekształciło się w spółkę akcyjną pn. Towarzystwo Akcyjne Łódzkich Wąskotorowych Elektrycznych Kolei Dojazdowych.
- 1925 – Towarzystwo Kolei Elektrycznej Łódzkiej zmieniło nazwę na Kolej Elektryczna Łódzka S.A.
- pocz. października 1942 – uruchomienie przewozów tramwajowych w łódzkim getcie; w ramach żydowskiej administracji getta powstało przedsiębiorstwa Elektrische Strassenbahn-getto. Jedyne tego rodzaju całkowicie żydowskie przedsiębiorstwo w gettach utworzonych przez Niemców podczas II wojny światowej.
- 1948 – połączenie Kolei Elektrycznej Łódzkiej i Łódzkich Wąskotorowych Elektrycznych Kolei Dojazdowych w jedno przedsiębiorstwo jako Miejskie Zakłady Komunikacyjne w Łodzi – wprowadzenie po raz pierwszy do komunikacji miejskiej autobusów (7 sztuk).
- 1951 – Miejskie Zakłady Komunikacyjne zmieniły nazwę na Miejskie Przedsiębiorstwo Komunikacyjne w Łodzi, które działało do roku 1992.
- 18 grudnia 1991 – uchwałą Rady Miejskiej nr XXIX/277/91 określono kierunki zmian strukturalnych w MPK.
- 1 stycznia 1993 – rozpoczęło działalność Miejskie Przedsiębiorstwo Komunikacyjne – Łódź Sp. z o.o. Zakres działania objął teren gminy Łódź.
- 1 kwietnia 1994 – powstanie w strukturze MPK–Łódź Zakładu Przewozu Osób Niepełnosprawnych.
- 1994 – wprowadzenie do eksploatacji niskopodłogowych autobusów Mercedes-Benz O405N z silnikami spełniającymi normy czystości spalin EURO – 1.
- 5 listopada 1996 – ogłoszenie przetargu na zakup 40 autobusów przegubowych.
- 11 lipca 1996 – wprowadzenie niskopodłogowych przegubowych autobusów marki Jelcz M181MB.
- 27 stycznia 1998 – wprowadzenie niskopodłogowych autobusów marki Volvo B10L.
- 30 września 1999 – wprowadzenie niskopodłogowych autobusów marki Volvo B10LA.
- 29 sierpnia 2000 – wprowadzenie do eksploatacji niskopodłogowych autobusów Mercedes-Benz Citaro.
- 1 stycznia 2001 – zweryfikowano dotychczasowy przebieg linii autobusowych i ograniczono liczbę linii tramwajowych do 15. Tym samym sieć komunikacyjna stała się bardziej przejrzysta.
- 26 października 2006 – Prezydent miasta Jerzy Kropiwnicki dokonał symbolicznego przekazania nowego taboru łodzianom. W 2006 łódzkie MPK zakupiło 69 autobusów (32 Jelcze i 37 marki Mercedes-Benz). Była to największa tego typu wymiana taboru w historii MPK. Po tych zakupach 1/4 autobusów łódzkiego przewoźnika to pojazdy niskopodłogowe.
- 16 kwietnia 2007 – z rąk wiceprezydentów miasta Włodzimierza Tomaszewskiego i Hanny Zdanowskiej doszło do uroczystego przekazania 5 autobusów Volvo 7700 i 14 autobusów Volvo 7700A do eksploatacji.
- 7 lipca 2007 – rozpoczęcie budowy ŁTR.
- 20 grudnia 2007 – zakończenie remontu torowiska w al. Kościuszki między al. Mickiewicza a ul. Zieloną w ramach realizacji projektu ŁTR.
- 9 stycznia 2008 – podpisanie umowy na dostawę 25 pojazdów Solaris Urbino 18 III z 10-letnim serwisem.
- 28 stycznia 2008 – został uroczyście przekazany pierwszy z dziesięciu nowych tramwajów PESA 122N.

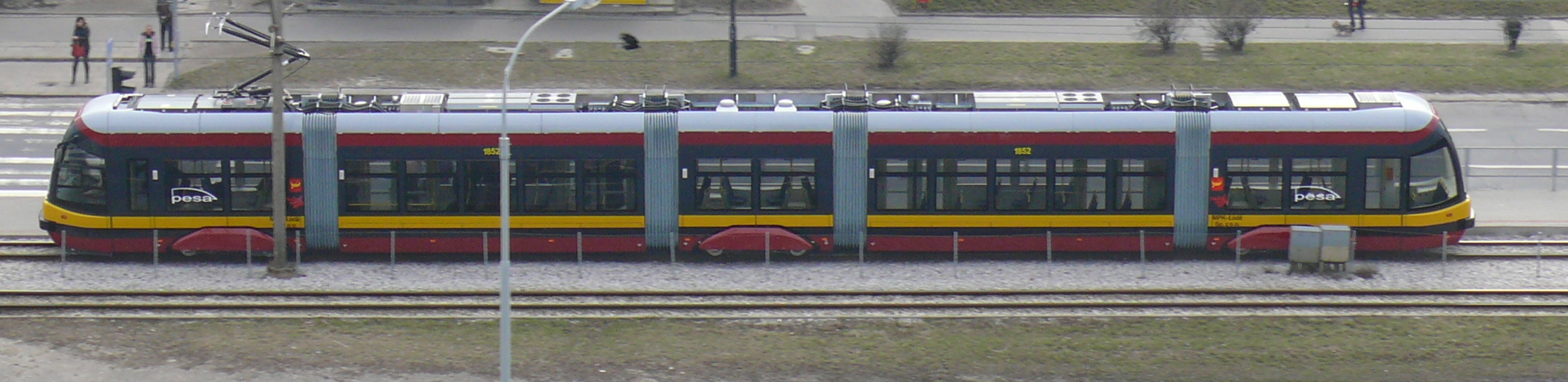
Tramwaj PESA 122N zakupiony przez MPK Łódź na potrzeby ŁTR

- 28 marca 2008 – po raz ostatni na trasę wyjechały autobusy z zajezdni MPK przy ul. Kilińskiego 298. Z ostatnim dniem marca zajezdnia formalnie przestała istnieć.
- 17 kwietnia 2008 – zostały uroczyście przekazane pierwsze dwa z dwudziestu pięciu nowych autobusów Solaris Urbino 18 III generacji.
- 23 kwietnia 2008 – zostało wznowione połączenie tramwajowe Łodzi ze Zgierzem, wyremontowane w ramach budowy ŁTR, automatycznie zlikwidowano linię zastępczą Z3.
- 1 maja 2008 – do zajezdni przy ul. Limanowskiego dotarł 10 Solaris Urbino 18.
- 6 maja 2008 – do zajezdni przy ul. Telefonicznej dotarł 10, a zarazem ostatni niskopodłogowy tramwaj PESA 122N, zakupiony przez MPK-Łódź na potrzeby ŁTR
- 15 maja 2008 – został wycofany z eksploatacji ostatni przegubowy Jelcz M181MB z przodem typu „Berliet”.
- 1 lipca 2008 – została oddana do użytku trasa Łódzkiego Tramwaju Regionalnego.
- 9 lipca 2008 – łódzkie MPK podpisało nową umowę z Solarisem, na dostarczenie nowych 37 autobusów Solaris Urbino 18 III generacji.
- 26 września 2008 – uległ pożarowi autobus Mercedes-Benz Citaro. Z powodu ogromnego zniszczenia konstrukcji i wyposażenia wnętrza autobus przewidziano do kasacji.
- 26 września 2008 – skreślono ze stanu ostatni autobus marki Ikarus 280.26 o numerze taborowym 3093. Skreślono również ostatni autobus marki Ikarus 280.57 o numerze taborowym 3083.
- 11 października 2008 – skreślono ze stanu ostatni autobus marki Volvo B10LA.
- grudzień 2008 – pod koniec miesiąca do zajezdni Nowe Sady dotarło 10 używanych, przegubowych Mercedes-Benz O405GN2.
- kwiecień 2010 – w przedostatnim tygodniu miesiąca ogłoszono przetarg na zakup 25 autobusów niskopodłogowych: 10 przegubowych i 15 jednoczłonowych.
- 5 lipca 2010 – MPK podpisało umowę z Evobusem na dostarczenie 25 autobusów Mercedes Conecto, 10 przegubowych i 15 jednoczłonowych.
- 29 października 2010 – przyjechał pierwszy Mercedes Conecto 628LF i Mercedes Conecto 628G.
- 9 listopada 2010 – odbyło się przekazanie 25 nowych autobusów marki Mercedes Conecto 628LF i Mercedes Conecto 628G.
- 28 stycznia 2011 – po raz ostatni na trasę wyjechały tramwaje z zajezdni MPK przy ul. Kilińskiego 245 (tzw. zajezdnia Dąbrowskiego).
- marzec 2011 – przetarg na zakup 45 autobusów został wznowiony.
- 9 maja 2011 – podpisano umowę z Solarisem na dostarczenie 45 autobusów Solaris Urbino, 15 przegubowych i 30 jednoczłonowych.
- sierpień 2011 – po raz ostatni na ulice Łodzi wyjechał autobus Jelcz – Mercedes O405N2/M122.
- 22 września 2011 – odbyło się przekazanie 45 autobusów marki Solaris Urbino 12 i Solaris Urbino 18.
- 1 października 2011 – na trasy wyjechało 45 nowych Solarisów.
- 31 marca 2012 – po raz ostatni na ulice Łodzi wyjechały tramwaje Konstal 803N.
- 1 kwietnia 2012 obsługę linii 43, 43bis (zastąpionej przez wydłużoną linię 9) i 97 od Tramwajów Podmiejskich oraz 46 i 46bus (zastąpionej przez nocne kursy linii 46) przejęło MPK-Łódź.
- 26 stycznia 2013 – uległ pożarowi autobus Mercedes-Benz Citaro o numerze 2023 na linii 92.
- W lutym 2013 – po raz ostatni na ulice łodzi wyjechał autobus Mercedes-Benz O405N o numerze 2530.
- 23 lipca 2013 – podpisanie umowy na dostawę 50 autobusów Mercedes-Benz Conecto (po 25 autobusów dla każdej zajezdni).
- 21 grudnia 2013 – pierwszy wyjazd nowo zakupionych Mercedesów Conecto.
- 10 grudnia 2014 – wyjazd na ulicę 40 nowych autobusów Mercedes-Benz Conecto (25 przegubowych i 15 krótkich).
- 30 grudnia 2014 – podpisanie umowy na dostawę 22 tramwajów PESA Swing do obsługi przebudowywanej trasy W-Z.
- 23 lipca 2015 – podpisanie umowy na dostawę 40 autobusów Solaris Urbino (20 przegubowych i 20 krótkich)[2].
- 18 września 2015 – po raz ostatni na ulice Łodzi na linię 99A/9 wyjechał autobus Ikarus 280 o numerze 1553. Tym samym zakończono eksploatację Ikarusów w Łodzi.
- 31 października 2015 – po około dwuletnim remoncie została oddana do użytku Trasa W-Z w Łodzi. W ramach tego kompletnie wymieniono torowisko na całej dotychczasowej trasie, uruchomiono m.in. nową pętlę tramwajową Olechów, Dworzec Tramwajowy Centrum oraz torowisko w ulicy Rokicińskiej (Augustów - Hetmańska), al. Hetmańskiej, ul. Kazimierza Odnowiciela i al. Ofiar Terroryzmu 11-go Września.
- 23 grudnia 2015 – równo w 117 rocznicę uruchomienia tramwajów w Łodzi, na trasę wyjechały pierwsze 3 z 22 tramwajów Pesa Swing 122NaL.
- 4 grudnia 2015 – przekazanie 40 autobusów Solaris Urbino (20 przegubowych i 20 krótkich).
- 2 kwietnia 2017 – największa od 2001 r.[3] reorganizacja łódzkiej komunikacji miejskiej. W ramach programu „Łódź łączy"[4] wprowadzono nową siatkę połączeń, a także zmieniono taryfę biletową. Przez pierwsze 3 dni od wprowadzenia zmian przejazd pojazdami MPK Łódź był bezpłatny.
- 27 maja 2017 – wprowadzenie do ruchu 1 z 34 tramwajów NF6D.
- 16 czerwca 2017 – Tomasz Zimoch zastąpił Tomasza Boruszczaka w roli lektora komunikatów.
- 27 lutego 2018 – ogłoszenie przetargów na zakup 70 autobusów (24 midi, 26 maxi i 20 mega).
- 20 marca 2018 – wyjazd 1 z 12 tramwajów PESA SWING (2018)
- 9 sierpnia 2018 – podpisanie umowy na dostawę 24 autobusów Isuzu Novociti Life.
- 13 sierpnia 2018 – podpisanie umowy na dostawę 46 autobusów New Solaris Urbino (20 przegubowych i 26 krótkich).
- 4 lutego 2019 – przekazanie 24 autobusów Isuzu Novociti Life.
- 16 lipca 2019 – przekazanie 46 autobusów New Solaris Urbino (20 przegubowych i 26 krótkich).
- 31 grudnia 2019 – podpisanie umowy na dostawę 18 autobusów Isuzu Novociti Life (z opcji).
- 3 kwietnia 2022 – ostatni kurs Jelcza M121MB3 oraz uroczyste wycofanie autobusów marki Jelcz z taboru[5].